# Îles Happy
Les Îles Happy sont un groupe de petites îles dans le Merced, situé dans le Parc national de Yosemite, en Californie (États-Unis).
C'est le point de départ du Mist Trail, ainsi que du John Muir Trail.